# Нахская мифология и фольклор (список)
Нахская мифология и фольклор (список) — боги, богини, обожествлённые понятия, объекты мироустройства, духи и чудовища мифологии средневековых нахских племён и народностей, а также различные фольклорные персонажи более поздних нахских народов — бацбийцев и вайнахов (ингушей и чеченцев). Список составлен на основе статей ингушских исследователей А. Х. Танкиева и А. У. Мальсагова, размещённых в двухтомнике «Мифы народов мира» (1980) и в «Мифологическом словаре» (1990), а также с использованием информации из некоторых других источников.

## Объекты мироустройства и космогонические существа
| Почитание у        | Почитание у        | Категория                | Олицетворение в природе | Функции, локализация | Описание, родственные связи | Подобия |
| ингушей            | чеченцев           | Категория                | Олицетворение в природе | Функции, локализация | Описание, родственные связи | Подобия |
| ------------------ | ------------------ | ------------------------ | ----------------------- | --- | --- | ------- |
| «Белая птица»      | «Белая птица»      | космогоническое существо | —                       | прилетела на гладкую, пустую землю; из её мочи образовалась вода, а из кала — семя                                                                    | огромная белая птица | —       |
| Бешлам-Корт (гора) | Бешлам-Корт (гора) | объект мироустройства    | гора Казбек             | место обитания богов Селы и Фурки, откуда они повелевают вьюгами и снегопадами; здесь на вершине прикован чечен. герой Пхармат (вариант инг.: Курюко) | на снежном конусе богиней Фурки начертан магический круг, через который не осмеливается пройти ни один смертный, боясь быть сброшенными ею с кручи | —       |
| Ел, Эл             | Ел, Эл             | объект мироустройства    | —                       | мир мёртвых, делиться на рай и ад, создан Делой за 7 лет; находится на западе, под землёй                                                             | ночью освещается солнцем (вариант: луной); путь в него проходит по лестнице от края земли                                                          | —       |
| «Небеса»           | «Небеса»           | объект мироустройства    | небо                    | место обитания богов, создано Делой | — | —       |
| «Священная река»   | «Священная река»   | объект мироустройства    | —                       | река, воды которой лечат от всех недугов и оживляют мёртвых; находиться в Еле                                                                         | — | —       |

## Боги и богини
| Почитание у                    | Почитание у                    | Категория              | Олицетворение в природе         | Функции, локализация | Описание, родственные связи                                                                                               | Подобия           |
| ингушей                        | чеченцев                       | Категория              | Олицетворение в природе         | Функции, локализация | Описание, родственные связи                                                                                               | Подобия           |
| ------------------------------ | ------------------------------ | ---------------------- | ------------------------------- | --- | --- | ----------------- |
| А́за                            | А́за                            | богиня                 | солнечные лучи                  | покровительница всего живого, животворящая сила солнечных лучей                                                                                        | дочь бога Гелы-солнца (вариант: мать)                                                                                     | —                 |
| А́лла и Бе́лла                   | А́лла и Бе́лла                   | архаичные божества     | —                               | предсказывают судьбу людей, будущее, их именами клялись в особо важных случаях                                                                         | по некоторым представлениям могущественнее бога Селы                                                                      | —                 |
| А́на, Нана, Латта               | А́на, Нана, Латта               | богиня- персонификация | земля                           | обожествлённая мать-земля | лик обращён на восток (утренняя заря — это его сияние), затылок на запад; жена неба (варианты: солнца, космического быка) | —                 |
| Ге́ла                           | Ге́ла                           | бог- персонификация    | солнце                          | освещает днём своим ликом мир людей, ночью затылком — мир мёртвых, причина засух; живёт на небесах                                                     | отец Азы (вариант: сын), по одному из мифов муж Села Саты                                                                 | —                 |
| Дя́ла, Дэ́ла                     | Дя́ла, Дэ́ла                     | бог- демиург           | —                               | глава пантеона, создал небо, землю, Ел, людей и зверей (вариант: 7 миров, в каждом небо и земля); живёт на небесах                                     | антропоморфный облик; старший брат Селы, отец Тушоли                                                                      | отождествл. Аллах |
| Е́л-да, Э́лда, Э́тер, Е́шпор, Эштр | Е́л-да, Э́лда, Э́тер, Е́шпор, Эштр | бог                    | смерть                          | владыка подземного мира мёртвых — Ела, судит души усопших, мудр, обладает даром провидения; живёт в подземном мире                                     | сидит на троне из человеческих костей (вариант: в башне из костей)                                                        | —                 |
| Е́лта                           | —                              | бог                    | злаки                           | помимо злаковых растений, покровительствует диким животным, от него зависит успешная охота                                                             | антропоморфный, одноглазый; сын Селы                                                                                      | —                 |
| Ерд, Е́рды                      | —                              | бог                    | ветер ?                         | вероятно, его культ замещён местными божествами (см. Тамыж-Ерды, Молдза-Ерды и Мелер-Ерды), по некоторым представлениям живёт в горах в пещере         | антропоморфный (седовласый старик) и зооморфный (белый козёл)                                                             | —                 |
| Мелер-Ерды                     | —                              | местное божество       | —                               | покровитель плодородия и напитков, изготовляемых из хлеба (см. Ерд)                                                                                    | — | —                 |
| Молдза-Ерды                    | —                              | местное божество       | —                               | покровитель войны (см. Ерд) | — | —                 |
| Муста-Гударг                   | —                              | бог                    | дождь                           | — | зооморфный (козёл) | —                 |
| Се́ла, Се́ли, Сте́ла              | Се́ла, Се́ли, Сте́ла              | бог                    | гром и молния                   | владыка людей и богов, позднее: не считался таким всемогущим; живёт на горе Бешлам-Корт                                                                | радуга — его лук, молнии — его стрелы; отец Елта, Села Саты, муж Фурки, младший брат Дялы                                 | —                 |
| Се́ла Са́та                      | —                              | астральное божество    | Млечный Путь и 3 звезды         | покровительствует людям и заступается за них перед Селой                                                                                               | дочь Селы и нарт-орстхойской красавицы, супруга бога                                                                      | —                 |
| семь сынов Селы                | —                              | астральные божества    | Большая медведица               | охраняли вход к богу Селе, однако помогли герою Курюко обмануть своего отца                                                                            | сыновья богов Селы и Фурки                                                                                                | —                 |
| Тамыж-Ерды                     | —                              | местное божество       | —                               | ? (см. Ерд) | маленький человек, сидящий на коне размером с козлёнка                                                                    | —                 |
| Ту́шоли                         | Ту́шоли                         | богиня                 | плодородие (свящ. птица — удод) | изначально: занимала верховное положение, её просили о здоровом потомстве, обильном урожае, умножении скота; позднее: ей поклонялись бездетные женщины | единственное божество имевшее у вайнахов изображение: деревянная поясная фигура женщины со слезой на щеке; дочь бога Дялы | —                 |
| Цу ЦIу                         | Цу ЦIу                         | бог                    | огонь звери                     | бог огня и домашнего очага, владыка диких животных, покровитель охоты и охотников                                                                      | — | —                 |
| Цулг                           | Цулг                           | родовой божок          | —                               | возможно, производное от Цу | — | —                 |
| Фу́рки                          | —                              | богиня                 | водная стихия и ветер           | позднее: живёт на вершине Бешлам-Корт совместно с богом Селой, откуда они повелевают вьюгами и снегопадами; охраняет прикованного героя Курюко         | антропоморфная; жена бога Селы, мать его семи сыновей                                                                     | —                 |

## Обожествлённые понятия и нематериальные сущности
| Почитание у  | Почитание у  | Категория               | Олицетворение в природе | Функции, локализация                                                                                             | Описание, родственные связи | Подобия |
| ингушей      | чеченцев     | Категория               | Олицетворение в природе | Функции, локализация                                                                                             | Описание, родственные связи | Подобия |
| ------------ | ------------ | ----------------------- | ----------------------- | --- | --------------------------- | ------- |
| Анайче, Ана  | Анайче, Ана  | обожествлённое понятие  | земля                   | культ живота матери-земли, в нём находиться женское семя, из которого появляется всё живое                       | живот богини-земли Аны      | —       |
| ду́нен бе́ркат | ду́нен бе́ркат | обожествлённое понятие  | —                       | земная благодать, выражающаяся в изобилии и высоком качестве всего сущего — людей, зверей и пр.; исчезла с земли | —                           | —       |
| са           | са           | нематериальная сущность | —                       | душа, которую имеют все объекты и явления живой и не живой природы (позднее: только у живых созданий)            | ассоциируется со светом     | —       |

## Духи, чудовища и мифические животные
| Почитание у                    | Почитание у                    | Категория                         | Олицетворение в природе | Функции, локализация | Описание, родственные связи | Подобия       |
| ингушей                        | чеченцев                       | Категория                         | Олицетворение в природе | Функции, локализация | Описание, родственные связи | Подобия       |
| ------------------------------ | ------------------------------ | --------------------------------- | ----------------------- | --- | --- | ------------- |
| алмазы́                         | алмазы́                         | лесные духи                       | —                       | покровительствуют диким животным, выходят к людям со злобными намерениями (вариант: из любопытства); обитают в чаще леса, на высокогорьях                                               | преимущественно женщины-великаны, как красавицы, так и безобразные (могут принимать вид огненного столба)                                     | албасты и др. |
| ва́мпал                         | убар                           | чудовище                          | —                       | в сказках: положительный персонаж, отличающийся благородством Вариант: вампир, упырь | огромное и обладает сверхъестественной силой (иногда имеет несколько голов); бывает как мужского, так женского пола                           | —             |
| Воча́би                         | —                              | дух                               | —                       | хозяин туров, всегда сторожит и пасёт их стадо | — | —             |
| га́мсилг                        | га́мсилг                        | духи, оборотни                    | —                       | хитростью завлекают к себе героев, усыпив, высасывают у них кровь (вариант: пожирают); обитают в чаще леса, на высокогорьях                                                             | молодые женщины или старухи (обычно в лохмотьях)                                                                                              | —             |
| Е́шап                           | Е́шап                           | чудовище, колдунья                | —                       | охраняет вход в Ел — не впускает в него живых и не выпускает мёртвых | огромное антропоморфное бесполое тело, поросшее длинными космами облепленными вшами, имеет девять глаз, рук и ног (вариант: в женском облике) | —             |
| —                              | Ида                            | мифическая птица                  | —                       | «князь птиц»; по приказу Села клюёт печень прикованного к скале Пхармата, призывая его к раскаянию                                                                                      | — | —             |
| Лихья «змея»                   | —                              | мифическое существо               | —                       | носительница благодати, охраняет благополучие в доме, оберегает скот от диких зверей (см. Миха-седка и Фара-хазилг)                                                                     | змея | —             |
| Миха-седка                     | —                              | мифическое существо               | —                       | носительница благодати, не даёт ветрам дуть в неурочное время (см. Лихья и Фара-хазилг)                                                                                                 | — | —             |
| сармак                         | сармак                         | дракон                            | —                       | обвив своим телом источник, требует от людей дани (вариант: Дяла спускает с неба на цепи несколько сармаков)                                                                            | — | —             |
| си́нош                          | си́нош                          | духи                              | —                       | умершие люди, обитающие в мире мёртвых — Еле | бестелесные тени | —             |
| та́рамы                         | та́рамы                         | духи-хранители (низшая мифология) | —                       | каждый человек имеет подобного духа, который везде его сопровождает; вариант: домашние духи, защищающие дом от бедствий                                                                 | невидимы | —             |
| Ун-нана                        | —                              | дух                               | эпидемии и болезни      | бранясь, она разбрасывает из своей котомки заразные болезни там, где её недостаточно почитают                                                                                           | пожилая, некрасивая, плохо одетая женщина | —             |
| Фа́ра-ха́зилг                    | —                              | мифическая птица                  | —                       | носительница благодати, там где она совьёт гнездо появляется изобилие (богатый урожай зерна, приплод скота и пр.), оставленные ею земли оскудевают                                      | птица | —             |
| Ху́нсаг, Хунстаг «человек леса» | Ху́нсаг, Хунстаг «человек леса» | лесной дух (низшая мифология)     | —                       | покровитель леса и лесных животных, стремиться погубить всех встречаемых им охотников                                                                                                   | антропоморфный; из его груди торчит костяной топор, который он вонзает в свои жертвы                                                          | —             |
| Хӏордан йоI, «морская дева»    | Хӏордан йоI, «морская дева»    | водяной дух                       | —                       | обитают в морях и глубоких озёрах, защищают их от загрязнений; есть мужской аналог — хӏордан стаг; морские хӏордан йоI и хӏордан стаг подчиняются морскому вампалу, озёрные же свободны | красавицы, существа женского пола с рыбьим хвостом вместо ног                                                                                 | морская дева  |

## Герои и люди
| Почитание у                    | Почитание у                    | Категория                        | Олицетворение в природе | Функции, локализация | Описание, родственные связи                                                                                  | Подобия       |
| ингушей                        | чеченцев                       | Категория                        | Олицетворение в природе | Функции, локализация | Описание, родственные связи                                                                                  | Подобия       |
| ------------------------------ | ------------------------------ | -------------------------------- | ----------------------- | --- | --- | ------------- |
| Ачамаз                         | Ачамаз                         | герой (нарт-орстхоец)            | —                       | — | — | Ацамаз и др.  |
| Бо́ткий Ши́ртка                  | —                              | культурный герой (нарт-орстхоец) | —                       | дал людям плуг и водяную мельницу; советчик нарт-орстхойцев, которого они постоянно изводят                                                  | в нарт-орстхойском эпосе: обладает способностью исчезать в подземный мир мёртвых (Ел) и возвращаться обратно | Селий Пира    |
| Бятар                          | Бятар                          | герой (нарт-орстхоец)            | —                       | проник в мир мёртвых — Ел | — | —             |
| Горжай                         | Горжай                         | герой                            | —                       | богатырь, занимающийся главным образом мирным трудом, ему покровительствует Села                                                             | — | —             |
| Жера-ба́ба                      | Жера-ба́ба                      | смертный персонаж                | —                       | добра, помогает герою; жила вдали от людей: в чаще леса, на высокогорьях                                                                     | вещая старуха                                                                                                | —             |
| Кинда Шоа                      | —                              | герой                            | —                       | богатырь, занимающийся главным образом мирным трудом                                                                                         | был женат на дочери Сеска Солса                                                                              | —             |
| Колой Кант                     | Колой Кант                     | герой                            | —                       | богатырь, занимающийся главным образом мирным трудом                                                                                         | — | —             |
| Ку́рюко Пхармат                 | —                              | культурный герой                 | —                       | богоборец, похитил у Селы для людей овец, воду, тростник для строительства жилищ; прикован к вершине Бешлам-Корт                             | — | Пхармат и др. |
| Нарт-орстхойцы                 | Нарт-орстхойцы                 | злокозненные герои               | —                       | обычно как насильники, совершавшие набеги на мирных людей и притеснявшие безвинных, вариант: из-за них с земли исчезла дунен беркат; погибли | — | нарты         |
| Пи́ра, Пиров                    | —                              | смертный персонаж                | —                       | обычный человек, стремящийся сравняться с богом Дялой                                                                                        | обладал 3 главными добродетелями; прожил 500 лет (погублен гамсилг)                                          | —             |
| —                              | Пха́рмат                        | культурный герой (нарт-орстхоец) | —                       | богоборец, похитил у Селы для нарт-орстхойцев огонь; прикован к вершине Бешлам-Корт                                                          | — | Курюко и др.  |
| Селий Пира                     | —                              | культурный герой (нарт-орстхоец) | —                       | в некоторых сказаниях тождественен Боткий Ширтка                                                                                             | — | Боткий Ширтка |
| Се́ска Со́лса Си́ска Со́лса, Со́лса | Се́ска Со́лса Си́ска Со́лса, Со́лса | герой (нарт-орстхоец)            | лесной голубь           | злокозненный предводитель нарт-орстхойцев, богоборец; проник в мир мёртвых — Ел; с ним связывают появление табака и распространение курения  | родился из камня, имел стальное тело и обладал магическими способностями                                     | Сослан и др.  |
| Ха́мчи Па́тарз                   | —                              | герой (нарт-орстхоец)            | вечерняя заря           | невольный виновник исчезновения на земле дунен беркат, проник в мир мёртвых — Ел                                                             | имел стальное тело; иногда мог сам превращаться или превращать других в животных                             | —             |